# レイトネリア属
レイトネリア属 (Leitneria) はニガキ科に属する植物の属の一つ。Leitneria floridana 1種のみを含む。雌雄異株の落葉低木で、北米南東部（アーカンソー州・フロリダ州・ジョージア州・ミズーリ州・テキサス州）のみで見られる。
沿岸の湿った環境に生育する。材は非常に軽く、英名Corkwoodはコルクよりも軽いことによる。全高2-4 m、最大8 mになる。葉は細長く互生し、長さ5-20 cm、幅3-6 cm。雌花には萼があるが雄花は無花被、それぞれ尾状花序をなす。
クロンキスト体系・新エングラー体系においてはレイトネリア目レイトネリア科とされていたが、分子系統解析によりニガキ科に含められた。名はドイツの博物学者E. F. Leitnerに由来する。